# Sukajeruk
Sukajeruk is een bestuurslaag in het regentschap Sumenep van de provincie Oost-Java, Indonesië. Sukajeruk telt 7125 inwoners (volkstelling 2010).